# Житани
Житани (укр. Житані) — село в Зимневской сельской общине Владимирского района Волынской области Украины.
Население по переписи 2001 года составляет 257 человек. Почтовый индекс — 44762. Телефонный код — 3342. Занимает площадь 500 км².